# Владикавказ (аеропорт)
Аеропо́рт Бесла́н (ос. Аэропорт Беслӕн, Аэропорт Дзæуджыхъæу, рос. Аэропорт Беслан) (IATA: OGZ, ICAO: URMO) — міжнародний аеропорт у Північній Осетії, Росія. Розташовано за 5 км на захід від Беслана та за 15 км від Владикавказа.
Аеропорт має два термінали: місцевий і міжнародний. Міжнародний термінал обслуговує чартерні рейси на Анталію та деякі інші.

## Типи повітряних суден, що приймає аеропорт
Ан-12, Ан-24, Ан-72, Ан-74, Ту-134, Ту-154, Як-40, Як-42, Airbus A319, Airbus A320, Boeing 737 (-300,-400,-500,-800), Bombardier CRJ 100/200 і більш легкі, гелікоптери всіх типів.

## Авіалінії та напрямки, лютий 2021
| Авіакомпанія   | Пункт призначення                             |
| -------------- | --------------------------------------------- |
| Aeroflot       | Москва–Шереметьєво                            |
| Азимут         | Ростов-на-Дону                                |
| Azur Air       | Сезонний чартер: Анталія                      |
| Pobeda         | Москва-Внуково, Ст. Петербург                 |
| S7 Airlines    | Москва-Домодєдово                             |
| UTair Aviation | Москва-Внуково, Ростов-на-Дону, Ст. Петербург |